# 春風亭華柳
春風亭 華柳（しゅんぷうてい かりゅう）は、落語家の名跡。
- 初代春風亭華柳 - 四代目春風亭柳枝
- 二代目春風亭華柳 - 本項で詳細

二代目 春風亭 華柳（しゅんぷうてい かりゅう、1941年5月1日 - ） は、新潟県小千谷市出身の元落語家。本名∶中村 実。出囃子は『外記猿』。

## 経歴
1959年、3代目桂三木助に入門し木久造を名乗る。1960年、7代目春風亭小柳枝門下に移籍し、小柳太に改名。1962年、師匠小柳枝の死去に伴い六代目春風亭柳橋門下に移籍。
1963年10月、最初の師匠である三木助の前名の春風亭橋之助で二ツ目に昇進。1974年、NHK新人落語コンクール優秀賞受賞。
1975年4月、八代目春風亭梅枝を襲名し真打に昇進。
1991年9月、落語芸術協会を退会。2001年、フリーのまま華柳を襲名。
2004年11月12日から10日間、東京・根津七蔵稲荷で「春風亭華柳 落語十夜」を全日二席ずつネタ出しで開催。入場料計792,000円は、この会の直前に出身地で発生した新潟中越地震の義援金として華柳が直接地元に届けた。
2023年3月5日、千葉県松戸市で行われた『竹扇松戸落語会』（雷門小助六の落語会）にゲスト出演し「心眼」を演じた後、落語家から引退することを表明した。本人によれば、2年前に背骨を圧迫骨折し疲れやすくなったことや、仕事の減少を引退の理由としている。

## 人物
将棋は二段の腕前。趣味は歌舞伎鑑賞とワカサギ釣り、囲碁、川柳。囲碁と川柳を楽しむ「碁柳会」の会員。NHKの囲碁の番組『囲碁フォーカス』に、2017年度・2018年度に囲碁川柳のコーナーでレギュラー出演した。

## 弟子

### 廃業
- 春風亭小柳太

## CD・DVD

### CD
- 伝説の華柳1～たちきり・猿後家（2013年1月、落語くらぶレーベル）

### DVD
- 落語はようがすヨッ (2011年8月、有限会社地球村）「駱駝」「菜刀息子」を収録。

## 出演作品

### テレビドラマ
- 荒野の用心棒 第30話「死神の刃は闇を裂いて…」（1973年、NET / 三船プロ）